# Masala (Maharashtra)
Masala es una ciudad censal situada en el distrito de Wardha en el estado de Maharashtra (India). Su población es de 19759 habitantes (2011). Se encuentra a 3 km de Wardha y a 72 km de Nagpur. 

## Demografía
Según el censo de 2011 la población de Masala era de 8883 habitantes, de los cuales 4535 eran hombres y 4348 eran mujeres. Masala tiene una tasa media de alfabetización del 93,43%, superior a la media estatal del 82,34%: la alfabetización masculina es del 96,33%, y la alfabetización femenina del 90,44%.